# الاند، کارناتاکا
الاند، کارناتاکا (به انگلیسی: Aland, Karnataka) یک منطقهٔ مسکونی در هند است که در کارناتاکا واقع شده‌است.

## خصوصیات
الاند ۸ کیلومترمربع مساحت و ۳۵٬۳۰۸ نفر جمعیت دارد و ۴۸۰ متر بالاتر از سطح دریا واقع شده‌است.